# Município de Williamston (condado de Martin, Carolina do Norte)
O município de Williamston (em inglês: Williamston Township) é um localização localizado no  condado de Martin no estado estadounidense da Carolina do Norte. No ano 2010 tinha uma população de 9.112 habitantes.

## Geografia
O município de Williamston encontra-se localizado nas coordenadas 35° 50′ 57,71″ N, 77° 03′ 54,27″ O.